# شارپ ایرلاینز
شارپ ایرلاینز (به انگلیسی: Sharp Airlines) یک شرکت هواپیمایی با کد یاتا SH است که در تاریخ ۱۹۹۰ میلادی تأسیس شده است.
دفتر مرکزی شارپ ایرلاینز در استرالیا واقع شده‌است و به ۹ مقصد، پرواز مستقیم انجام می‌دهد.